# 洛尼乡
洛尼乡，是中华人民共和国西藏自治区昌都市芒康县下辖的一个乡镇级行政单位。

## 行政区划
洛尼乡下辖以下地区：
洛尼村和当古村。